# Belvedér

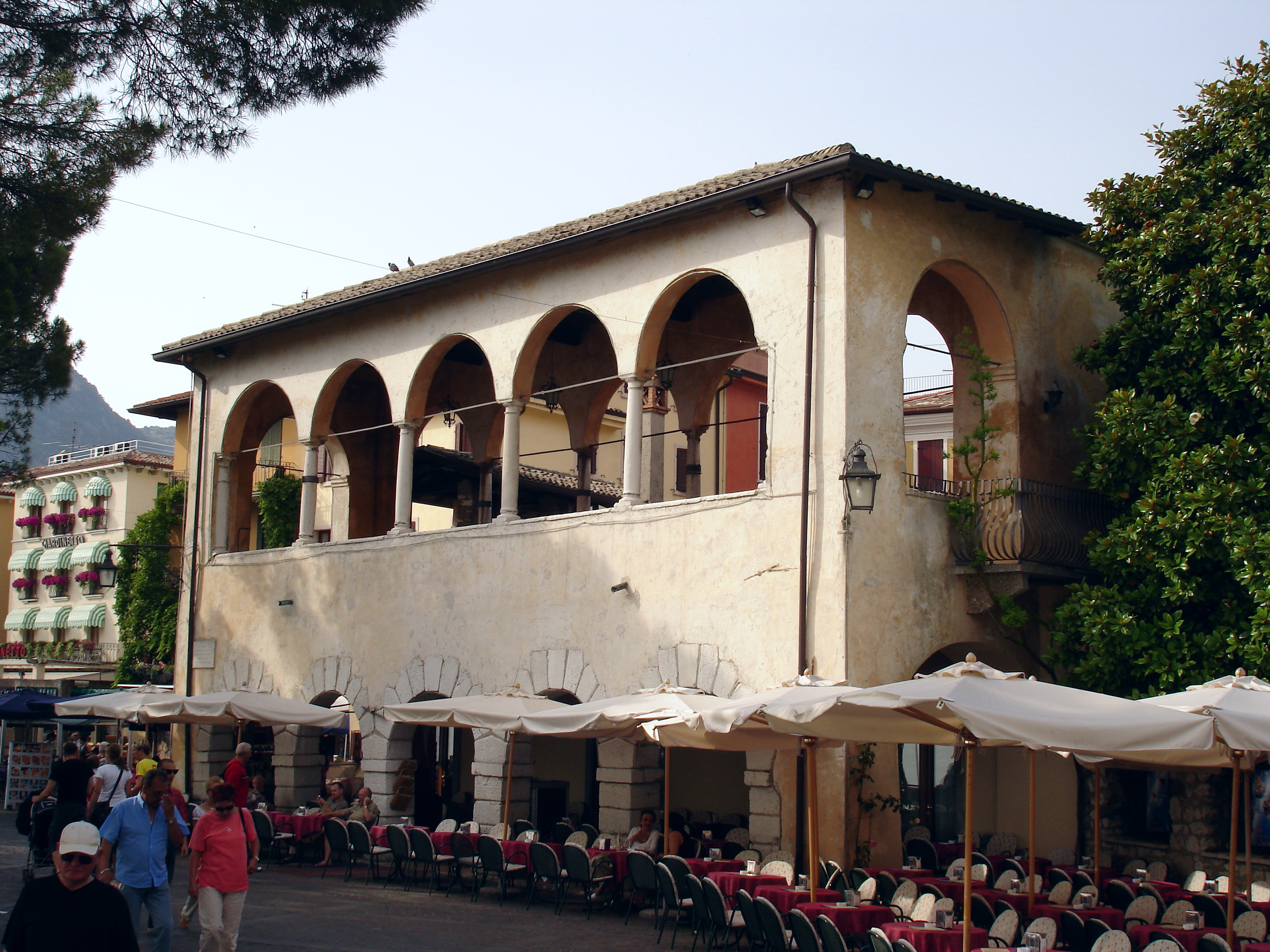
Belvedér v Gardě (severní Itálie)

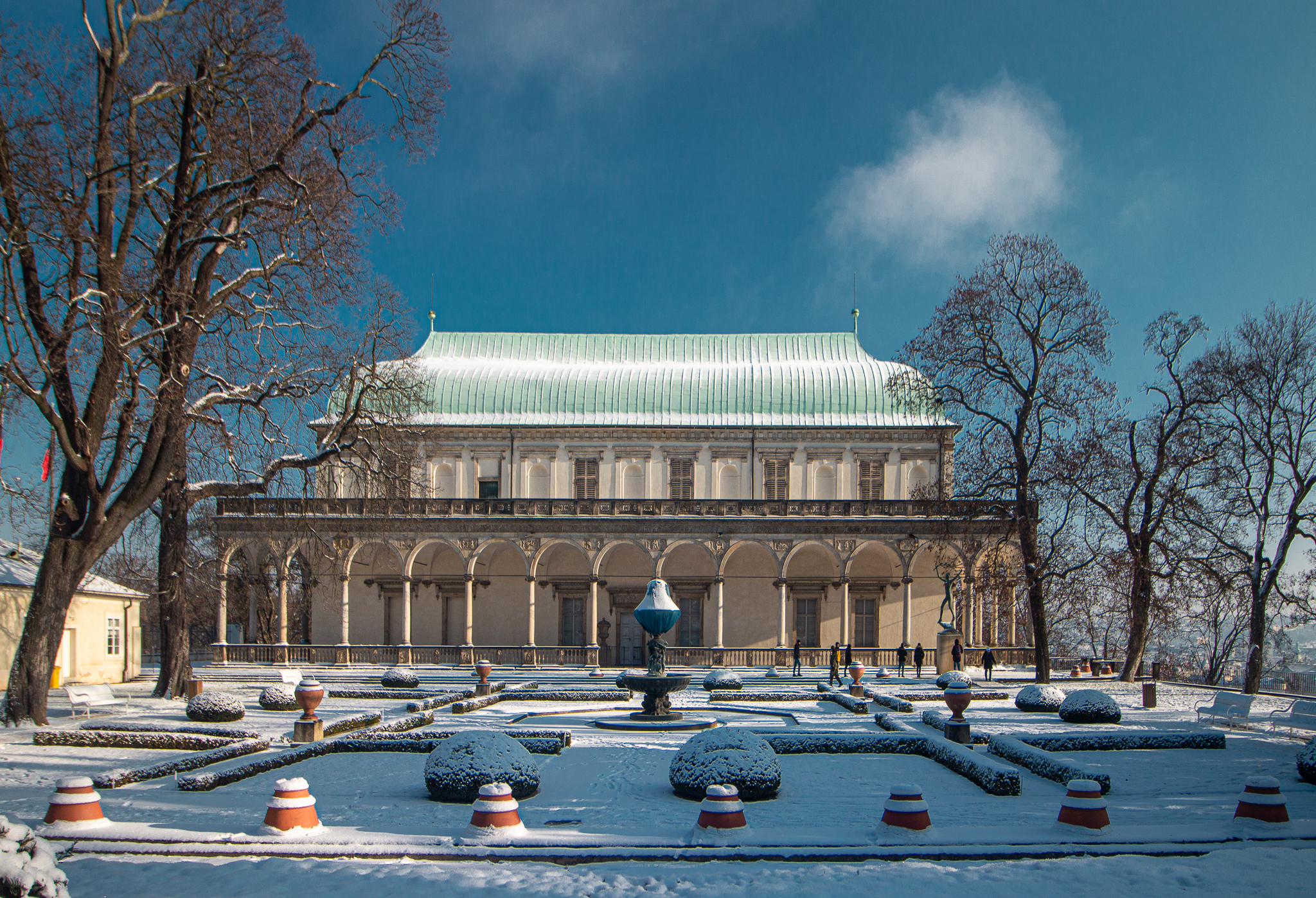
Pražský Belvedér - Letohrádek královny Anny

Belvedér (z ital. bel vedere, krásná vyhlídka) je v architektuře pavilon nebo část budovy, která má poskytovat pěkný, příjemný nebo daleký výhled. Jako samostatná budova bývá umístěn v zahradě a na vyvýšeném místě. Jako část budovy je obvykle umístěn v její nejvyšší části a může mít podobu věžičky, kupole nebo otevřené galerie, jež se v italštině nazývá an altana, tedy česky altán.

## Historie
Na kopci nad vatikánským palácem navrhl pro papeže Inocence VIII. architekt Antonio del Pollaiolo malé kasino jménem palazetto nebo též Belvedere. O několik let později spojil Donato Bramante Belvedere s Vatikánem výstavbou Cortile del Belvedere – belvedérského dvora – pro Julia II., v němž stála jedna z nejznámějších antických soch Apollón belvedérský. To zahájilo módu výstavby belvedérů v 16. století, kdy vznikl také pražský "Belveder", Letohrádek královny Anny, což je ovšem už spíše villa suburbana než pouhý vyhlídkový pavilon.